# 茹伊欧萨什
茹伊欧萨什（法語：Jouy-aux-Arches，法語發音：[ʒwi o.z‿aʁʃ]）是法国摩泽尔省的一个市镇，位于该省西部，摩澤爾河右岸，属于梅斯区。茹伊欧萨什是梅斯城市公共社区的一部分，境内主要分布居民区，另有大型商业中心。

## 地理
茹伊欧萨什（49°3'41"N, 6°4'41"E）面积6.01 平方千米，位于法国大東部大區摩泽尔省，该省份为法国东北部内陆省份，是洛林的一部分，西南接默尔特-摩泽尔省，东临下莱茵省，北与卢森堡和德国接壤。
与茹伊欧萨什接壤的市镇（或旧市镇、城区）包括：昂西-多尔诺、摩泽尔河畔阿尔斯、欧尼、摩泽尔河畔科尔尼、穆兰莱梅斯、沃村。

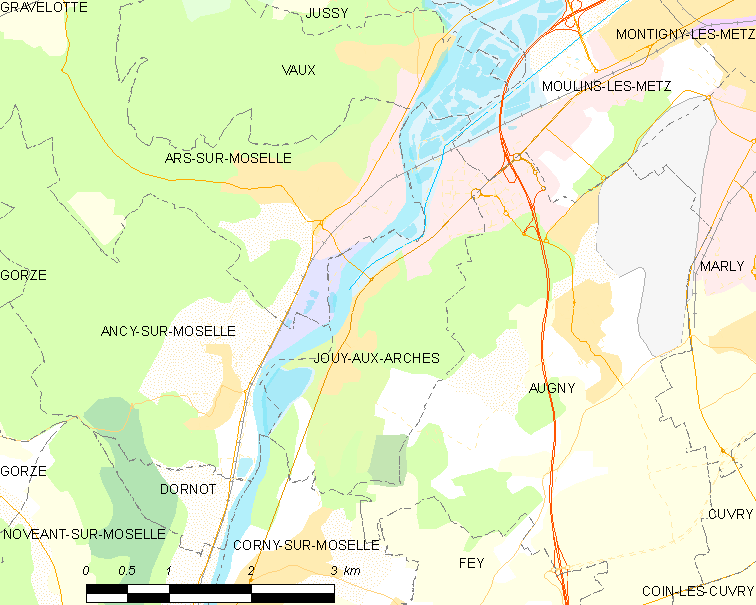
茹伊欧萨什的OSM定位图

茹伊欧萨什的时区为UTC+01:00、UTC+02:00（夏令时）。

## 行政
茹伊欧萨什的邮政编码为57130，INSEE市镇编码为57350。

## 政治
茹伊欧萨什所属的省级选区为摩泽尔山坡县。

## 人口

1962-2008年间茹伊欧萨什人口变化图示

茹伊欧萨什于2022年1月1日时的人口数量为1431人。